# Crows (manga)
Pour les articles homonymes, voir crow.
 (janvier 2012).
Si vous disposez d'ouvrages ou d'articles de référence ou si vous connaissez des sites web de qualité traitant du thème abordé ici, merci de compléter l'article en donnant les références utiles à sa vérifiabilité et en les liant à la section « Notes et références ».
Autre
Crows (クローズ, Kurōzu) est un shōnen manga d'Hiroshi Takahashi prépublié entre 1990 et 1998 dans le Monthly Shōnen Champion, puis compilé en 26 volumes reliés par l'éditeur Akita Shoten. La version française est éditée par Kana depuis juin 2025.
Le manga suit les aventures de Boya Harumichi, nouvel élève du lycée Suzuran à Tokyo, l'un des établissements scolaires les plus violents du Japon, et sa lutte pour en devenir le chef. L'histoire s'étend sur deux années, la première, du tome 1 à 16, et la terminale, du tome 17 à 26, et prend place deux ans avant Worst, série du même auteur publiée entre 2002 et 2013.
Trois adaptations cinématographiques ont vu le jour : Crows Zero (2007) et Crows Zero II (2009), réalisés par Takashi Miike, dont l'action prend place un an avant l'arrivée de Boya Harumichi à Suzuran, et Crows Explode (2014) réalisé par Toshiaki Toyoda. Les personnages du « Trio Ebizuka » (Hiromi, Pon et Mako) et de Bando sont repris du manga pour faire une apparition dans le premier film, ainsi que le personnage de Rindaman, présent dans les trois films.
Il existe plusieurs autres adaptations sous forme de séries manga autour de l'univers de Crows : le one-shot Crows Gaiden: Katagiri Ken Monogatari du même auteur en 2014, un manga hommage, Crows Respect, par divers auteurs en 2018, ainsi que deux séries dérivées prépubliées dans le Monthly Shōnen Champion à partir de 2017 : Crows: Explode, scénarisée par Kōsuke Mukai, Rikiya Mizushima et Takashi Hasegawa et dessinée par Tatsuya Kanda, et Crows Gaiden: Housenka - The Beginning of Housen de Shūhei Saitō.
La série a également connu une adaptation en OVA de deux épisodes en 1994 ainsi que deux jeux vidéo : un beat them all sur Sega Saturn, Crows: The Battle Action, par Athena en 1997 et un jeu vidéo d'action-aventure sur PlayStation 4, Crows: Burning Edge, par Bandai Namco Games en 2016.

## Synopsis
Boya Harumichi entre en seconde année à Suzuran, lycée de la région de Tokyo, à la suite d'un transfert. Très vite, il fait preuve d'une extraordinaire force de caractère et de combat, ce qui lui permet d'affirmer sa présence dans un environnement sans cesse en proie aux conflits entre élèves, qui cherchent à devenir le Boss de Suzuran. Il réussira à unifier Suzuran en s'alliant avec le trio dominant connu sous le nom d'Ebizuka, constitué d'Hiromi, Pon et Mako, sans pour autant revendiquer le titre de « Roi du bahut ». Par la suite, il devra faire face à des menaces représentées par d'autres bandes de Tokyo, telles que le "Front de l'armement" et l'école rivale, Hôsen, ou encore des ennemis provenant de l'extérieur de la ville. Il lui faudra aussi régler le conflit qui l'oppose à Rindaman, élève solitaire de Terminale à Suzuran, le seul personnage capable de rivaliser de force avec lui.

## Personnages

### Suzuran
Boya Harumichi (坊屋 春道, Harumichi Bōya)
Voix japonaise : Hidenari Ugaki (OVA)
Personnage charismatique et attachant, il arrivera très vite à être apprécié de certains élèves de première. Il rejoint la première année du lycée au début de l'histoire. Il prétend que sa force lui vient du fait qu'il a été entraîné par des sages et par des ermites d'une autre planète, ce qui est bien sûr un de ses nombreux délires. Son style de combat est polyvalent. Quand il combat un adversaire, son but est de le battre dans la discipline de celui-ci (si l'adversaire utilise la boxe, il voudra le battre en utilisant la boxe). Quand cela n'est pas possible, il utilise plusieurs autres subterfuges pas très loyaux. Il ne digère pas du tout le lait, passant des matinées aux toilettes. D'ailleurs, c'est ce qui le fera venir en retard au cours quasiment tous les jours, parfois de plusieurs heures, ne pouvant pas s'empêcher de boire du lait le matin. Il a également la mauvaise habitude (au début du manga) de ne pas retenir les noms, et pire, de les changer par d'autres ayant une autre significations.
Yasuo Yasuda (安田 泰男)/Yasu
Voix japonaise : Kappei Yamaguchi (OVA)
Un des premiers amis de Boya Harumichi. Il est en première année. Souffre-douleur du lycée, il est souvent harcelé par les autres élèves. Au début du manga, Boya veut être amis avec Yasuda simplement pour sortir avec sa sœur, qu'il a vu en photo en fouillant son portefeuille. Il est pour ainsi dire assez faible, il ne se bat presque jamais, ce qui ne l'empêchera pas de devenir le numéro deux de Suzuran, un peu contre son gré. Les autres du groupe lui ayant vendu les avantages à être le numéro deux, afin de s'écarter de toutes responsabilités et autres désavantages. Il a une part importante dans l'histoire.
Futoshi Akutsu (亜久津 太)/Atchan
Voix japonaise : Masashi Sugawara (OVA)
Hiromi Kirishima (桐島 ヒロミ)
Voix japonaise : Toshiyuki Morikawa (OVA), interprété par Shunsuke Daito (film live)
Fait partie du trio « Ebizuka », un des plus puissants groupes de Suzuran. Il est en première année. Au début de l'aventure, il a pour projet de contrôler Suzuran avec ses deux acolytes, pour cela, il doit battre son ennemi juré et potentiel boss de Suzuran, Bandô, mais également Rindaman. Il sera d'abord vite humilié par Boya Harumichi, et ensuite battu par celui-ci. Il devient très vite un de ses amis proches. Il est la tête pensante du groupe, ses plans sont toujours réfléchis, et ses prédictions souvent fondées. Il a toujours de bons contacts quand il a besoin d'informations. Sa puissance au combat se révèle être supérieur à beaucoup d'autres élèves de Suzuran, et même de l'extérieur.
Makoto Sugihara (杉原 誠)/Mako
Voix japonaise : Jūrōta Kosugi (OVA)
Fait partie du trio « Ebizuka ». Il est en première année. Sans aucun doute le plus fort du trio. Il essaiera de venger Hiromi en battant Boya Harumichi. Il sera lui aussi terrassé et deviendra un ami proche de Boya. Au début du manga, il parle très peu (ses bulles de dialogues sont souvent des « ... ») et lorsqu'il prend la parole, ses interlocuteurs sont souvent étonnés. Au fil de l'aventure, il s'ouvre de plus en plus, tout en gardant son air sérieux.
Toshiaki Honjō (本城 俊明)/Pon
Voix japonaise : Kōji Tsujitani (OVA)
Fait partie du trio « Ebizuka ». Il est en première année. Il est caractérisé par un masque blanc, comparable à un masque anti-poussière (dont les raisons seront dites plus loin dans le manga). Il perd au pile ou face contre Mako, qui a pour but de déterminer qui combattra Boya Harumichi afin de venger Hiromi. Il n'aura donc pas l'occasion d'avoir à subir la défaite contre Boya, ce qui ne l'empêchera pas de devenir un ami proche de celui-ci. Finalement, on en sait peu sur sa force au combat, mais il est certain qu'il égale Hiromi de ce côté là.
Hideto Bandō (阪東 秀人)
Voix japonaise : Kazuki Yao (OVA)
Un des premiers adversaires sérieux de Boya Harumichi, il est en terminale, et il a pour projet de prendre le contrôle du lycée en battant le trio Ebizuka et Rindaman. Il fait partie du Front de l'Armement (ou Front Armée, ou encore l'abréviation TFOA : « The Front Of Armament »), une organisation externe à Suzuran et dirigée par plusieurs personnes puissantes et influentes, qui utilisent Bandô pour contrôler Suzuran.
Megumi Hayashida (林田 恵)/Rindaman
Voix japonaise : Akio Ōtsuka (OVA)
Personnage extrêmement puissant, charismatique et énigmatique, il est dit qu'il est le meilleur de tout Suzuran, et même de la ville entière. Il est en terminale. Il n'est allié à aucune bande, il est toujours solitaire. Il se montre très peu et il parle très peu. On en sait assez peu, ou pour ainsi dire pas du tout, des intentions et des projets qu'il a en tête. Des rumeurs apparaissent le concernant comme quoi, il serait un meurtrier. Ce qui sera assez vite éclairé au fil de l'aventure. Il s'avère finalement être un personnage secondaire, mais faisant partie à part entière de l'histoire. Son surnom vient du fait que Rinda, pouvant être écrit Linda, vient de l'anglais Leader. Supposons donc que ça fait de lui le « Leader Man », l'« Homme Leader », ou celui qui a le plus de chance de diriger Suzuran, s'il le voulait.
Saburō Hanazawa (花澤 三郎)/Zetton

### Alliance Kurotaki
Osamu Furukawa (古川 修)/Bulldog
Kenichi Maruyama (丸山 賢一)/Maruken
Kenichi Kadozumi (角住 賢一)/Kakuken
Shinsuke Nakajima (中島 信助)/Ammo

### Hōsen
Tatsuya Bitō (美藤 竜也)
Jō Kanayama (金山 丈)/King Joe

### Autres
Ryūshin Kunō (九能 龍信)
Genjirō Katsuragi (桂木 源次郎)
Voix japonaise : Masahiro Anzai (OVA)

## Liste des volumes
| no | Français          | Français          |
| no | Date de sortie    | ISBN              |
| --- | ----------------- | ----------------- |
| 1 | 27 juin 2025      | 978-2-5051-2752-9 |
| Liste des chapitres : - Chapitre 1 : L'école des corbeaux - Chapitre 2 : Désolé, Mako - Chapitre 3 : Le sauveur potentiel - Chapitre 4 : Ennemis hier, amis aujourd'hui - Chapitre 5 : Fuite enragée - Les coulisses de la création de Crows : Je suis devenu fous des corbeaux ① |                   |                   |
| 2 | 27 juin 2025      | 978-2-5051-2753-6 |
| Liste des chapitres : - Chapitre 6 : Feel so good !! - Chapitre 7 : Faut pas croire aux rumeurs !! - Chapitre 8 : Ghostbuster - Chapitre 9 : Deux défaites - Les coulisses de la création de Crows : Je suis devenu fous des corbeaux ②                                           |                   |                   |
| 3 | 12 septembre 2025 | 978-2-5051-2754-3 |
| 4 | 28 novembre 2025  | 978-2-5051-2755-0 |
| 5 | 30 janvier 2026   | 978-2-5051-2756-7 |

## Adaptations cinématographiques
Une adaptation cinématographique sort au Japon en octobre 2007 sous le titre Crows Zero. Le film présente une génération antérieure à celles vues dans les deux titres d'Hiroshi Takahashi. En avril 2009, Crows Zero II sort dans les salles japonaises, et en avril 2014 sort le dernier volet de la trilogie, Crows Explode.

## Anime
Une version animée de Crows existe sous la forme de deux OAV produites en 1993-1994.